# 파라다이스 킬러
파라다이스 킬러(Paradise Killer)는 2020년 카이젠 게임 웍스가 개발하고 펠로 트래블러가 배급한 어드벤처 게임이다. 플레이어는 추방당했다가 파라다이스 섬에서 벌어진 대량 살인 사건의 범인을 밝혀내라는 임무를 맡은 수사관인 레이디 러브 다이의 역할을 맡는다. 이 게임의 오픈 월드, 비선형 디자인을 통해 플레이어는 섬을 자유롭게 탐험하고 수사 과정에서 다른 캐릭터와 상호 작용할 수 있다.
파라다이스 킬러는 2020년 9월 4일에 닌텐도 스위치와 Windows용으로 출시되었다. 2022년 3월 16일에 플레이스테이션 4, 플레이스테이션 5, 엑스박스 원, Xbox Series X/S용으로 출시되었다.

## 게임플레이
파라다이스 킬러는 오픈 월드 어드벤처 게임으로 그려지는 탐정 이야기이다. 플레이어는 여러 미스터리를 해결하기 위해 증거와 단서를 찾아 3D 세계를 방황한다. 플레이어는 언제든지 캐릭터를 재판에 데려갈 수 있지만, 유죄 판결을 받기 위해서는 더 많은 증거를 모으는 것이 더 효과적이다.

## 줄거리
파라다이스 킬러는 불멸의 외계 존재 그룹인 신디케이트가 고대 신들을 부활시키기 위한 "완벽한 사회"를 만들려고 시도하는 포켓 유니버스에서 벌어진다. 파라다이스 섬은 이 사회를 이루기 위한 실험이다. 신디케이트는 지구에서 인간을 납치하여 섬에서 시민으로 살도록 허용한다. 그러나 섬이 필연적으로 실패하면, 시민들은 모두 의식적으로 도살되고 그들의 영혼은 다음 섬의 반복을 건설하는 데 사용된다. 게임의 배경인 파라다이스 섬 24는 실험의 24번째 반복이다.
정기적인 희생이 있는 밤, 전체 신디케이트 의회가 방 안에서 살해된 채 발견된다. 이 방은 의회 구성원과 섬 25로의 이전만 열 수 있으며, 섬 25로의 이전은 보류된다. 초기 증거는 악마에게 빙의된 수감된 시민인 헨리 디비전에 초점을 맞춘다. 그 결과, 물리적으로 그곳에 있을 수 없는 사람이 저지른 밀실 살인이 발생한다. 그러나 신디케이트 판사는 이 미스터리에 더 많은 것이 있다고 믿고, 3,000,000일 동안 추방당했던 신디케이트 탐정 레이디 러브 다이를 부른다. 러브 다이는 사건에 대한 권한과 법정에서 유죄 판결을 받은 모든 당사자를 즉결 처분할 권한을 부여받는다. 그녀는 살인자를 밝혀내기 위해 나섰고, 곧 섬에 있는 거의 모든 사람들이 숨기고 있는 것이 있다는 것을 깨닫는다.

## 개발
이 게임은 H. P. 러브크래프트, 단간론파, 프란츠 카프카를 포함한 다양한 출처에서 영감을 받았다. 개발자들은 플레이어가 탐험에 흥미를 느끼게 할 만큼 외계적인 느낌을 유지하면서도 플레이어에게 친숙하고 이해할 수 있는 장소를 만들고 싶다고 언급했다. 카이젠은 섬 주변에 유물이 흩어져 있어 미스터리 감각을 불러일으키는 방식으로 게임이 더 현실적으로 느껴지도록 설계되었다고 언급한다. 게임의 음악은 시티 팝에서 영감을 받았다.
2022년에는 새로운 퀘스트, 캐릭터, 보상, 레이 트레이싱이 포함된 업데이트가 Windows 버전용으로 출시되었다.

## 평가
파라다이스 킬러는 리뷰 애그리게이터인 메타크리틱에서 "대체로 호의적인" 평가를 받았다. 비평가들은 사운드트랙과 수사 메커니즘의 개방적인 특성을 칭찬하며 긍정적인 평가를 내렸다. Rock Paper Shotgun의 앨리스 벨은 게임의 배경과 사운드트랙을 칭찬했다. IGN의 조 스크레벨스는 게임의 베이퍼웨이브 미학과 최종 재판을 즐겼다. 게임스팟은 "다른 어떤 탐정 게임과도 다른, 훌륭하고 기괴하며 전적으로 독특한 어드벤처 게임"이라고 평가했다. 디스트럭토이드는 이 게임이 "때로는 지루하고, 종종 흥미로우며, 자주 재미있고, 놀랍도록 깊다. 이렇게 놀라운 탐정 경험을 기대하지 않았지만, 정확히 그것을 얻었다."라고 말했다.